# Alaksandr Makaś
Alaksandr Makaś, biał. Аляксандр Макась, ros. Александр Макась, Aleksandr Makaś (ur. 8 października 1991 w Mińsku, Białoruska SRR) – białoruski piłkarz, grający na pozycji napastnika.

## Kariera piłkarska

### Kariera klubowa
Wychowanek Szkoły Sportowej MTZ-RIPA Mińsk. 17 maja 2009 rozpoczął karierę piłkarską w podstawowej jedenastce MTZ-RIPA Mińsk.

### Kariera reprezentacyjna
Występował w juniorskiej i młodzieżowej reprezentacjach Białorusi.